# Adolphe Engers
Adolphe Engers (* 20. Juni 1884 in Gulpen; † 8. Dezember 1945 in Den Haag) war ein niederländischer Schauspieler.

## Leben
Der Sohn eines Polizisten besuchte eine Handelsschule in Elberfeld und nahm dort Schauspielunterricht bei Max Martersteig. Er kehrte dann kurzzeitig in seine Heimat zurück und arbeitete hier bei einer Versicherungsgesellschaft.
Bald darauf begab er sich nach Paris und begann als Komparse an den dortigen Theatern, besonders an der Comédie-Française. In Paris entstanden zu dieser Zeit seine ersten Filmauftritte. 1912 ging er wieder in die Niederlande und agierte hier von 1912 bis 1920 als Theaterschauspieler. Gleichzeitig betätigte er sich als Übersetzer, besonders der Werke Ferenc Molnárs.
Seit 1920 übernahm er als Nebendarsteller zahlreiche Rollen im deutschen Stummfilm, er trat aber auch zum Beispiel am Deutschen Künstlertheater in Berlin auf. Nach einer Indientournee kehrte er 1929 in die Niederlande zurück. Dort konzentrierte er sich auf seine Bühnenarbeit und übernahm gelegentlich noch einige kleine Filmrollen.

## Filmografie
| - 1917: De kroon der schande - 1920: Wat eeuwig blijft - 1920: Die Benefiz-Vorstellung der vier Teufel - 1921: Der Liebeskorridor - 1921: Die Geliebte Roswolskys - 1921: Madeleine - 1921: Der Erbe der van Diemen - 1922: Der böse Geist - 1922: Der Mann im Hintergrund - 1922: Sie und die Drei - 1923: Daisy - 1923: Der Frauenkönig - 1923: Der Evangelimann - 1924: Auf Befehl der Pompadour - 1924: Die Finanzen des Großherzogs - 1924: Der Mann um Mitternacht - 1925: Heiratsschwindler - 1925: Nick, der König der Chauffeure - 1925: Die Moral der Gasse - 1925: Elegantes Pack - 1925: Die Puppe vom Lunapark - 1926: Fräulein Josette – meine Frau - 1926: Der Prinz und die Tänzerin - 1926: Die Fahrt ins Abenteuer - 1926: Die Wiskottens - 1927: Gehetzte Frauen | - 1927: Frühere Verhältnisse - 1927: Primanerliebe - 1927: Faschingszauber - 1927: Wenn der junge Wein blüht - 1927: Die glühende Gasse - 1927: Der falsche Prinz - 1927: Das gefährliche Alter - 1927: Ein Mädel aus dem Volke - 1927: Das Fürstenkind - 1928: Serenissimus und die letzte Jungfrau - 1928: Don Juan in der Mädchenschule - 1928: Liebe und Diebe - 1928: Schuldig - 1928: Die Vierte von rechts - 1929: Sündig und süß - 1929: Die lustigen Vagabunden - 1929: Sensation im Wintergarten - 1931: Finale - 1932: Terra Nova - 1934: De big van het regiment - 1935: Op stap - 1936: Op een avond en mei - 1938: Veertig jaren - 1939: De spooktrein - 1940: Van de kleine vreugden des levens - 1945: Ten hoogste negen jaren |